# Hohe Straße 24 (Quedlinburg)

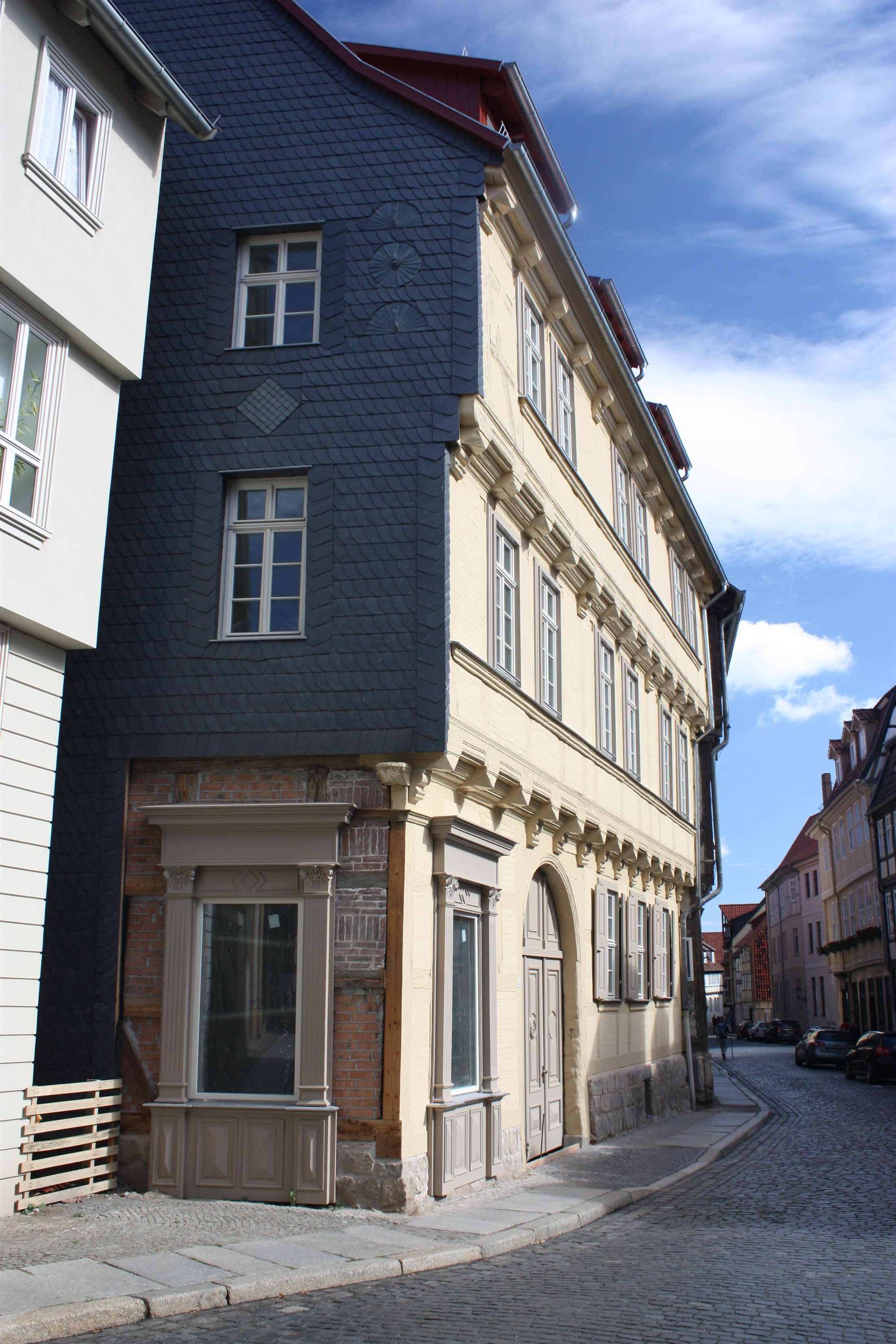
Haus Hohe Straße 24

Das Haus Hohe Straße 24 ist ein denkmalgeschütztes Gebäude in der Stadt Quedlinburg in Sachsen-Anhalt.

## Lage
Es befindet sich im Stadtgebiet westlich des Quedlinburger Marktplatzes und gehört zum UNESCO-Weltkulturerbe. Am Gebäude springt die Straßenflucht vor. Nördlich grenzt das gleichfalls denkmalgeschützte Haus Hohe Straße 25 an.

## Architektur und Geschichte
Das dreigeschossige Fachwerkhaus ist im Denkmalverzeichnis Quedlinburgs als Wohnhaus eingetragen. Es entstand nach einer Bauinschrift im Jahr 1696 und stellt ein sehr frühes Beispiel des Einsatzes der Bauform des Ständerhythmus dar. In der südlichen Gebäudehälfte befindet sich noch eine Toreinfahrt in ursprünglicher Gestaltung mit profiliertem Gewände. Die Gefache des Hauses sind mit Zierausmauerungen versehen. 1880 wurde im Stil des Spätklassizismus ein Ladengeschäft eingebaut. Außerdem erhielt, für Quedlinburg ungewöhnlich, der Südgiebel des Hauses eine gemusterte Schieferverkleidung.
Der nördliche Hofflügel des Anwesens wurde um 1700 gebaut. Der westliche und südliche Flügel stammen aus der Zeit um 1800.